# Rhinolophus montanus
Rhinolophus montanus is een zoogdier uit de familie van de hoefijzerneuzen (Rhinolophidae). De wetenschappelijke naam van de soort werd voor het eerst geldig gepubliceerd door Goodwin in 1979.

## Voorkomen
De soort komt voor in Indonesië.